# Karl Gustavsgatan
Karl Gustavsgatan (urspr. Carl Gustafsgatan) är en cirka 650 meter lång gata i stadsdelarna Vasastaden och Landala i centrala Göteborg. Den sträcker sig från Parkgatan och upp till Kapellplatsen.
Karl Gustavsgatan fick sitt namn 1882 efter kung Karl X Gustav. Den norra delen av gatan hette Landalagatan 1867-1882, och den södra delen hette Stora Landalagatan (1880) efter sin riktning mot Landala herrgård.
Först 1889 lades avsnittet mellan Storgatan och Parkgatan ut, till en kostnad av 14 230 kronor.